# Jean-Marc Lovay
Jean-Marc Lovay ( Sion (Valais), el  14 de enero de 1948) es un escritor suizo de lengua francesa.

## Biografía
A los 16 años, Jean-Marc Lovay abandonó su instituto, y se inició en la fotografía. Era ya un lector voraz.
Un año después, en 1967, organizó una pequeña expedición al monte Ararat, en Turquía, con material de montaña y coches de alquiler. Al regresar, trabajó como periodista en las páginas de noticias del Valais, que se convertirá en Le Nouvelliste.
Esa experiencia viajera será fundamental en su vida. Entre 1968 y 1970 fue a Asia, y recorrió Afganistán, y Nepal; luego estará un año en Nepal entre 1970 y 1971. De esos periplos, saldrá su correspondencia con su amigo, el escritor suizo Maurice Chappaz, con un prefacio del gran escritor y viajero suizo Nicolas Bouvier. En 1972, trabajará como periodista para la radio de Berna. Entre los dos viajes, vivió en Friburgo (Suiza), Saint-Jean (Valais) y Ayent, y se dedicó a escribir intensamente.
Para vivir, además de colaborar en la prensa y en la "Radio suisse romande", trabajó en madera como artesano. Sus viajes prosiguen, de todos modos: seis meses en Madagascar (1988), una estación en Escocia, en Suecia y luego en Australia, donde dio conferencias como embajador de las letras en romance. Aparecerán como Conférences aux antipodes

## Obra
- Les régions céréalières, Gallimard, 1976; Prix Rambert, 1977
- Le baluchon maudit, Gallimard, 1979
- Polenta, Gallimard, 1980
- La tentation de l'Orient, Gallant y 1984, Correspondencia con Maurice Chappaz
- La cervelle omnibus, Ginebra, Luigi Luccheni, 1979
- Le convoi du colonel Fürst, Zoé, 1985; Prix Michel Dentan
- Conférences aux antipodes, Zoé, 1987
- Un soir au bord de la rivière, Zoé, 1990 ISBN 2-88182-071-9
- Le Valais en mouvement, Sion, Schmid Imprimeur, 1994
- La négresse et le chef des avalanches et autres récits, Zoé, 1996
- Aucun de mes os ne sera troué pour servir de flûte enchantée, Zoé, 1998
- Asile d'azur, Zoé, 2002
- Midi solaire, Zoé, 2004
- Epître aux martiens, Zoé, 2004, escritos a los 19 años
- Réverbération, Zoé, 2008
- Tout là-bas avec Capolino, Zoé, 2009, ISBN 978-2-88182-653-5

## Sobre Jean-Marc Lovay
- Le toboggan des images, lectura de Jean-Marc Lovay, Jérôme Meizoz, Ginebra, Éditions Zoé, 1994.
- Un lieu de parole: notes sur quelques écrivains du Valais romand, Éditions Pillet, 2000.

## Premios
- 1969 Prix Georges-Nicole, por Epître aux martiens
- 1976 Prix de la Fondation Del Duca
- 1976 Prix littéraire de la Vocation[4]
- 1977 Prix Rambert, por Les régions céréalières
- 1977 Gastpreis del cantón de Berna
- 1981 Mention Schiller
- 1985 Prix Michel Dentan, por Le convoi du colonel Fürst
- 1998 Prix Pittard de l'Andelyn
- 2003 Prix de la Ciudad de Ginebra
- 2006 Ayuda Pro Helvetia
- 2010 Prix Lipp Suisse

## Enlaces
- Le blog de Didier Jacob Entrevista